# مزيل ترسبات

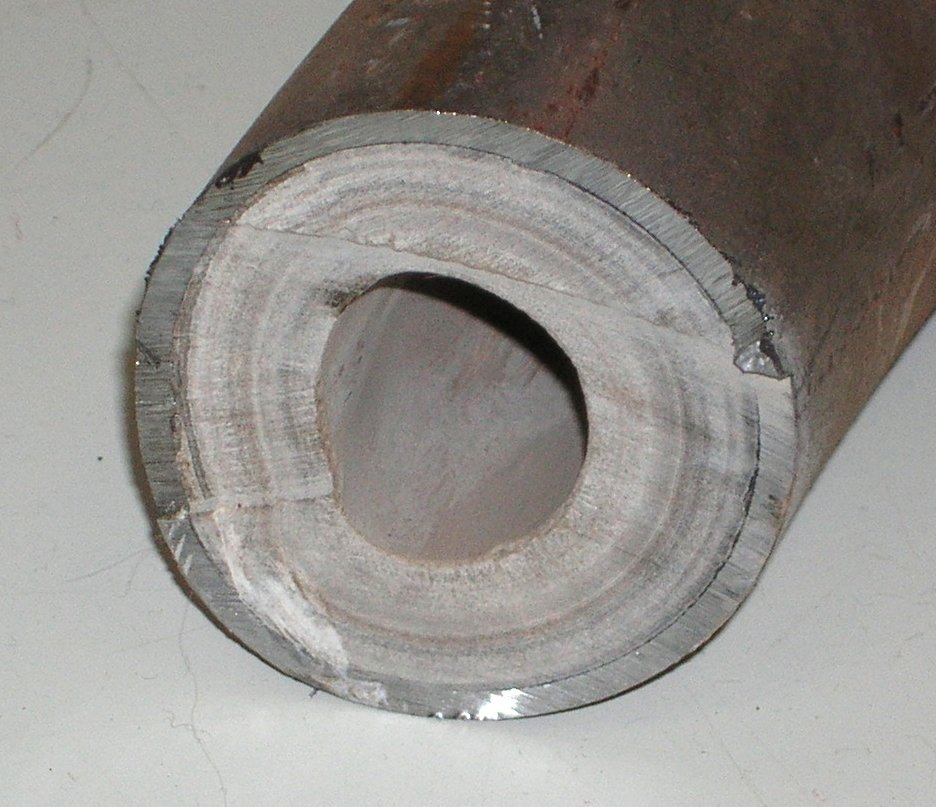

مزيل الترسبات  هو مادة كيميائية تستخدم لإزالة الرواسب الكلسية من السطوح المعدنية التي تكون على تماس مع الماء الساخن، كما هو الحال في المراجل والسخانات والغلايات.
غالباً ما تكون لمزيل الترسبات صفة حمضية مثل حمض الهيدروكلوريك، على سبيل المثال، والذي يتفاعل مع الكربونات القلوية الموجودة في القشور والرواسب ليعطي أملاحاً منحلة مع انطلاق غاز ثنائي أكسيد الكربون.
مثال على التفاعل بين حمض الخليك وكربونات الكالسيوم:
CaCO3 + 2 CH3-COOH ———> (CH3-COO)2Ca + H2O + CO2

## أمثلة
من الأمثلة أيضاً على مزيل الترسبات كل من حمض الخل (حمض الأسيتيك) وحمض الليمون (حمض الستريك) وحمض الغليكوليك وحمض النمل (حمض الفورميك)؛ بالإضافة إلى حمض الفوسفوريك وحمض السلفاميك.

## اقرأ أيضاً
- تنظيف بالحمض
- إزالة قساوة